# Кузио
Кузио (итал. Cusio) — коммуна в Италии, располагается в регионе Ломбардия, в провинции Бергамо.
Население составляет 278 человек (2008 г.), плотность населения составляет 30 чел./км². Занимает площадь 9 км². Почтовый индекс — 24010. Телефонный код — 0345.
Покровительницей коммуны почитается святая Маргарита Антиохийская. Праздник ежегодно празднуется 20 июля.

## Демография
Динамика населения:

## Администрация коммуны
- Официальный сайт: https://web.archive.org/web/20180809110745/http://cusio.info/